# Léon-Adolphe Amette
Léon-Adolphe Amette, francoski rimskokatoliški duhovnik, škof in kardinal, * 6. september 1850, Douville, † 29. avgust 1920.

## Življenjepis
20. decembra 1873 je prejel duhovniško posvečenje.
8. julija 1898 je bil imenovan za škofa Bayeuxa; potrjen je bil 28. novembra istega leta in 25. januarja 1899 je prejel škofovsko posvečenje.
21. februarja 1906 je bil imenovan za nadškof pomočnika Pariza in za naslovnega nadškofa Side; nadškofovski položaj je zasedel 28. januarja 1908.
27. novembra 1911 je bil povzdignjen v kardinala in imenovan za kardinal-duhovnika S. Sabina.